# عشق در بیست‌سالگی
عشق در بیست سالگی (فرانسوی: L'amour à vingt ans‎) یک فیلم درام به کارگردانی فرانسوا تروفو، شینتارو ایشیهارا، مارسل افولس، و آندری وایدا است که در سال ۱۹۶۲ منتشر شد.

## بازیگران
- ژان-پیر لئو
- مری-فرانس پیزیه
- پیر شفر
- الئونورا روسی دراگو
- ورا چخوا
- باربارا کفیاتکوفسکا-لاس
- زبیگنیف سیبولسکی
- رزی وارد
- کریستینا گایونی
- دامیان دامینتسکی